# Вагай (Вагайський район)
Вагай (рос. Вагай) — село в Тюменській області Росії, адміністративний центр Вагайського району. Населення - 5013 осіб.

## Географія
Село знаходиться за 5 км від фактичного впадання річки Вагай в Іртиш, у рукотворного гирла, іменованого в народі «прірва», прокопали до початку 1960-х років для зручності лісосплаву.

## Історія
Поселення виникло в XVII столітті як Вагайський острог.
Вважається, що в гирлі річки Вагай (нині звана «Єрмакова заводь») загинув знаменитий козацький отаман Єрмак Тимофійович.
| Росія | Це незавершена стаття з географії Росії. Ви можете допомогти проєкту, виправивши або дописавши її. |